# Geschillencommissie reizen
De Geschillencommissie reizen is een Belgische vereniging zonder winstoogmerk. De eerste statuten werden op 10 december 1983 in het Belgisch Staatsblad gepubliceerd. Deze Geschillencommissie doet een bindende uitspraak voor beide partijen en is partitair samengesteld door vertegenwoordigers van zowel de touroperators als van de consumentenverenigingen.

## Ontstaan
- De Geschillencommissie Reizen werd in 1983 opgericht op initiatief van de VVR (Vereniging van Vlaamse Reisbureaus) en in samenwerking met Test-Aankoop en een reeks reisorganisatoren.
- In 1987 werd Arcopar (juridische hulpdienst van de Christelijke coöperatieve beweging) lid van de geschillencommissie.
- In 1992 zijn nog drie andere grote beroepsverenigingen tot de commissie toegetreden: de Association of Belgian Tour Operators (ABTO), de Belgian Travel Organisation (BTO) en de Union Professionnelle des Agences de Voyages (UPAV).
- De Federatie van Belgische Autobus- en Autocarondernemers en van Reisorganisatoren (FBAA) trad in 1993 tot de commissie, die officieel erkend en gesteund wordt door de Federale Overheidsdienst Economie, KMO, Middenstand en Energie.

## Doel
De huidige negen leden van de vzw Geschillencommissie Reizen streven naar:
- kwaliteitsverbetering binnen de reissector
- een efficiëntere en eenvoudigere manier om geschillen op te lossen.

## Bevoegdheid arbitraal college
De reiziger en de reisbemiddelaar of de reisorganisator kunnen overeenkomen om de reisgeschillen te laten beslechten door een arbitraal college van de Geschillencommissie Reizen. De reisbemiddelaars en reisorganisatoren gebruiken daarvoor de algemene voorwaarden van de Geschillencommissie Reizen. De algemene voorwaarden bepalen de rechten en plichten van zowel de reiziger, als van de reisbemiddelaar en reisorganisator. In die algemene voorwaarden is opgenomen dat een arbitraal college bevoegd zal zijn om een reisgeschil te beslechten. De Geschillencommissie heeft de algemene voorwaarden al een aantal keer aangepast, zodat verschillende versies van de algemene voorwaarden bestaan. In een concreet reisgeschil zijn echter enkel die algemene voorwaarden van toepassing die tussen de reiziger en de reisbemiddelaar of de reisorganisator overeengekomen werden. De laatste versie van de algemene voorwaarden van de Geschillencommissie Reizen dateert van 1 april 2011. Art. 18 punten 1 en 2 van die algemene voorwaarden bepaalt:
1. Wordt geen verzoeningsprocedure ingesteld of mislukt deze, dan heeft de eisende partij in principe de keuze tussen een procedure voor de gewone rechtbank of een
arbitrageprocedure voor de Geschillencommissie Reizen.
2. Voor de geëiste bedragen vanaf 1250 euro kan elke verwerende partij via aangetekende brief aan de eiser een arbitrageprocedure weigeren. Zij beschikt hiervoor over een termijn van 10 kalenderdagen na ontvangst van de aangetekende brief waarin wordt aangegeven dat een dossier met een vordering vanaf 1250 EUR werd geopend bij de Geschillencommissie Reizen Onder de 1250 euro staat de mogelijkheid om de arbitrageprocedure te weigeren enkel open voor de reiziger.
Aan de reiziger, de reisbemiddelaar en de reisorganisator wordt volgens deze clausule de keuze gelaten om een reisgeschil ofwel bij de rechtbank, ofwel bij de Geschillencommissie Reizen in te stellen.
Geschillen over lichamelijke letsels kunnen enkel door de rechtbanken beslecht worden (art. 18 punt 3 van de algemene voorwaarden 1 april 2011). Het Arbitraal College is nooit bevoegd voor geschillen over lichamelijke schade (art. 6 Geschillencommissie maart 2010).
De arbitrageprocedure wordt geregeld door een geschillenreglement (art. 18 punt 3 van de algemene voorwaarden 1 april 2011).

## Klachten

### Klacht voor de afreis
Indien de reiziger een klacht heeft voor de afreis moet hij deze zo snel mogelijk per aangetekend schrijven of tegen ontvangstbewijs indienen bij de reisbemiddelaar en/of reisorganisator (art. 16 punt 1 algemene reisvoorwaarden van de Geschillencommissie Reizen 1 april 2011).

### Klacht tijdens de reis
Klachten tijdens de uitvoering van het contract moet de reiziger zo spoedig mogelijk ter plaatse, op een gepaste en bewijskrachtige manier, melden, zodat naar een oplossing kan worden gezocht. Daarvoor moet hij zich - in deze volgorde - wenden tot een vertegenwoordiger van de reisorganisator, of een vertegenwoordiger van de reisbemiddelaar of rechtstreeks tot de reisbemiddelaar, of ten slotte rechtstreeks tot de reisorganisator (art. 16 punt 2 algemene reisvoorwaarden van de Geschillencommissie Reizen 1 april 2011).
Werd een klacht ter plaatse niet bevredigend opgelost of kon de reiziger onmogelijk ter plaatse een klacht formuleren, dan moet hij uiterlijk één maand na het einde van de reisovereenkomst bij de reisbemiddelaar of anders bij de reisorganisator per aangetekend schrijven of tegen ontvangstbewijs een klacht indienen (art. 16 punt 3 algemene reisvoorwaarden van de Geschillencommissie Reizen 1 april 2011).

## Een verzoeningsprocedure starten
In geval van betwisting moeten de partijen eerst onderling een minnelijke regeling nastreven. Mislukt deze poging tot minnelijke regeling binnen een termijn van
1 tot 3 maanden, dan kan elk van de betrokken partijen aan het secretariaat van de Cel Verzoening van de Geschillencommissie Reizen vragen om een verzoeningsprocedure
op te starten. Alle partijen dienen ermee in te stemmen. Hiertoe zal het secretariaat aan de partijen een informatiebrochure, een verzoeningsreglement en een "overeenkomst tot verzoening" bezorgen. Zodra de betrokken partijen deze overeenkomst (gezamenlijk of afzonderlijk) hebben ingevuld en ondertekend, en zodra elke partij een bedrag van 50 euro heeft betaald, zal de verzoeningsprocedure opgestart worden. Overeenkomstig de in het reglement beschreven eenvoudige procedure, zal een
onpartijdige verzoener daarna contact opnemen met de partijen teneinde een billijke verzoening tussen de partijen na te streven. Het eventueel bereikte akkoord zal in een bindende schriftelijke overeenkomst vastgelegd worden (art. 17 algemene reisvoorwaarden van de Geschillencommissie Reizen 1 april 2011).

## Een arbitrageprocedure starten
De arbitrageprocedure kan slechts worden opgestart nadat binnen een periode van 4 maanden volgend op het (voorziene) einde van de reis (of eventueel vanaf de prestatie die aanleiding gaf tot het geschil) geen minnelijke regeling kon worden bereikt (art. 18 punt 3 van de algemene voorwaarden 1 april 2011).
De eisende partij moet het verzoek tot arbitrage formuleren op een vragenformulier dat speciaal daarvoor werd ontworpen door de Geschillencommissie Reizen. Dit formulier ligt ter beschikking op het secretariaat van de Geschillencommissie en wordt op eenvoudige vraag, samen met het geschillenreglement, toegestuurd aan de eisende partij (art. 10 Geschillenreglement maart 2010).
Wanneer het vragenformulier volledig ingevuld en ondertekend is, moet het door de eiser aangetekend worden verstuurd naar het secretariaat van de Geschillencommissie. De vordering wordt aanhangig gemaakt op de datum die blijkt uit de poststempel van die aangetekende brief, of uit de datum waarop het formulier op het secretariaat werd afgegeven (art. 10 Geschillenreglement maart 2010).

## Arbitragekosten
Binnen de vijftien dagen nadat de vordering aanhangig werd gemaakt, moet de eisende partij als waarborg een bedrag op de rekening van de Geschillencommissie Reizen storten (art. 11 Geschillenreglement maart 2010). Het bedrag van de waarborg is gelijk aan 10 % van de geëiste som met een minimum van 100 euro (art. 27 Geschillenreglement maart 2010). Wanneer binnen de drie maanden na de indiening van het verzoek tot arbitrage de waarborg niet volledig is betaald, wordt de eisende partij geacht afstand te doen van het geding. Na deze periode komen reeds gedeeltelijk gedane betalingen van rechtswege toe aan de Geschillencommissie Reizen (art. 11 Geschillenreglement maart 2010).
Dit bedrag moet betaald worden als waarborg van de arbitragekosten, die eventueel verschuldigd zouden zijn door de eiser, na aftrek van de door hem verschuldigde kosten. De waarborg zal teruggestort worden aan de eiser binnen de maand vanaf de datum dat de notificatie van de uitspraak of de kennisgeving van de overeenkomst. De waarborg (in de hypothese van veroordeling van de wederpartij, dit is de reisorganisator of reisbemiddelaar) wordt steeds teruggestort aan de persoon die hem heeft betaald (art. 27 Geschillenreglement maart 2010).
Het arbitraal college beslist over de kosten, zonder dat daarom moet gevraagd worden. Normaal worden de kosten ten laste gelegd van de verliezende partij. Wanneer elk van de partijen echter gedeeltelijk in het ongelijk worden gesteld over een bepaald geschilpunt, kan het arbitraal college zelf beslissen over de verdeling van de kosten. Het arbitraal college zal dan steeds motiveren waarom de kosten niet worden verdeeld (art. 28 Geschillenreglement maart 2010).

## Uitwisselen van argumenten en bewijsstukken
Na ontvangst van de waarborg brengt het secretariaat van de Geschillencommissie de verwerende partij(en) op de hoogte van de vordering die aanhangig werd gemaakt. Daartoe bezorgt het deze partij(en), een kopie van het vragenformulier dat de eisende partij heeft ingevuld, samen met het geschillenreglement. Het secretariaat deelt eveneens per aangetekende brief de datum mee van de rechtszitting waarop het arbitraal college de zaak zal behandelen. Terzelfder tijd brengt het secretariaat de eisende partij per aangetekende brief op de hoogte van de datum van de rechtszitting (art. 12 Geschillenreglement maart 2010).
Uiterlijk 1 maand na de datum die blijkt uit de poststempel op deze aangetekende brieven moeten alle betrokken partijen hun dossier, samen met een inventaris van de stukken, bezorgen aan het secretariaat van de Geschillencommissie. Het aantal exemplaren dat ze moeten overhandigen, bedraagt evenveel als er partijen zijn in de rechtspleging, plus één. Die regel geldt ook voor foto’s of videobanden die als bewijsmateriaal worden aangevoerd. Wanneer bepaalde stukken niet voor kopiename in aanmerking komen, moet men de originelen afgeven op het secretariaat van de Geschillencommissie. In de inventaris moet men voor de stukken in kwestie de vermelding toevoegen dat ze ter inzage liggen op het secretariaat van de Geschillencommissie (art. 13 Geschillenreglement maart 2010).
Na verloop van de termijn om de dossiers aan het secretariaat van de Geschillencommissie te bezorgen stuurt het secretariaat van de Geschillencommissie de dossiers van de partij(en) per gewone brief naar de tegenpartij(en), of laat de tegenpartij(en) per gewone brief weten dat de andere partij haar dossier niet tijdig heeft bezorgd (art. 14 Geschillenreglement maart 2010).
Wanneer de verwerende partij(en) een tegeneis wil(len) formuleren, moet(en) ze dat doen binnen de termijn om haar dossier aan het secretariaat van de Geschillencommissie te bezorgen. Ze moet(en) daartoe een aangetekende brief richten aan de partij tegen wie ze de vordering instelt (instellen) en aan het secretariaat van de Geschillencommissie (art. 15 Geschillenreglement maart 2010).
Wanneer een partij conclusies neemt moet ze het origineel sturen of afgeven op het secretariaat van de Geschillencommissie, en terzelfder tijd een kopie bezorgen aan alle andere partijen die in de zaak betrokken zijn. De verwerende partij(en) heeft (hebben) één maand de tijd om conclusies te nemen, gerekend vanaf het ogenblik waarop ze de brief heeft (hebben) ontvangen van de Geschillencommissie waarbij deze het dossier van de eisende partij bezorgt of meedeelt dat de eisende partij haar dossier niet tijdig heeft bezorgd(zie hoger). De eisende partij heeft één maand om te antwoorden. Daarna krijgt (krijgen) de verwerende partij(en) ten slotte vijftien dagen om haar (hun ) wederwoord te formuleren (art. 16 Geschillenreglement maart 2010).

## Verschijning
Alle partijen verschijnen ofwel persoonlijk ofwel via een persoon die ze daartoe schriftelijk hebben gemachtigd met een naar behoren opgestelde volmacht, behalve voor wat de huwelijkspartner betreft. Ze mogen zich desgewenst laten bijstaan door een persoon naar eigen keuze, mits die door het arbitraal college wordt toegestaan. Ze mogen zich eveneens laten vertegenwoordigen of laten bijstaan door een advocaat (art. 18 lid 1 Geschillenreglement maart 2010).
Ten minste een half uur vóór de zitting die voor de behandeling van de zaak werd vastgelegd, ligt het volledige dossier zoals het aan het Arbitraal College zal worden bezorgd, ter inzage van de partijen (art. 17 Geschillenreglement maart 2010).
De zittingen zijn niet openbaar (art. 19 Geschillenreglement maart 2010).
Het arbitraal college onderzoekt de zaak met alle geschikte middelen. Het kan onder meer een persoonlijke verschijning of een getuigenverhoor gelasten, of één of meer deskundigen aanstellen (art. 20 Geschillenreglement maart 2010).
Na behandeling van de zaak worden de debatten gesloten en wordt de zaak voor uitspraak in beraad genomen (art. 20 Geschillenreglement maart 2010).

## Samenstelling arbitraal college
Een arbitraal college bestaat uit een voorzitter en twee of vier andere arbiters. De voorzitter moet onafhankelijk zijn en de graad van doctor of licentiaat in de rechten hebben behaald. De andere arbiters worden op paritaire basis aangewezen door enerzijds de leden van de Geschillencommissie Reizen die de reissector vertegenwoordigen en anderzijds de leden die de verbruikersorganisaties vertegenwoordigen (art. 5 Geschillenreglement maart 2010).

## Wraking arbiters
Arbiters kunnen worden gewraakt wanneer er omstandigheden zijn die gerechtvaardigde twijfel doen ontstaan over hun onpartijdigheid of onafhankelijkheid. Een partij kan een arbiter slechts wraken om een reden die haar na zijn aanwijzing bekend is geworden (art. 1690 van het Gerechtelijk Wetboek).
Van de wraking wordt kennis gegeven aan de arbiters alsook aan de derde die ingevolge de overeenkomst tot arbitrage de gewraakte arbiter heeft benoemd, zodra de reden tot wraking aan de wrakende partij bekend is geworden. De arbiters schorten daarop het geding op (art. 1691 lid 1 van het Gerechtelijk Wetboek).
Wanneer de gewraakte arbiter zich niet heeft teruggetrokken binnen tien dagen nadat hem van de wraking kennis is gegeven, geeft het scheidsgerecht hiervan kennis aan de wrakende partij. Deze moet, op straffe van verval van haar recht, de arbiter en de andere partijen binnen tien dagen na deze kennisgeving dagvaarden voor de rechtbank van eerste aanleg; gebeurt dit niet, dan wordt het geding voor arbiters van rechtswege hervat (art. 1691 lid 2 van het Gerechtelijk Wetboek).
Heeft de arbiter zich teruggetrokken of is zijn wraking door de rechter aanvaard, dan wordt in zijn vervanging voorzien volgens de regels die op zijn aanwijzing of benoeming toepasselijk zijn; is evenwel de arbiter in de overeenkomst tot arbitrage met name genoemd, dan vervalt die overeenkomst van rechtswege. Partijen kunnen hiervan afwijken (art. 1691 lid 3 van het Gerechtelijk Wetboek).

## Uitspraak

### Motivering uitspraak
Het arbitraal college doet op een gemotiveerde wijze uitspraak over de zaak. De uitspraak gebeurt met meerderheid van stemmen (art. 23 Geschillenreglement maart 2010).

### Ondertekening uitspraak
De uitspraak wordt op schrift gesteld en door de arbiters ondertekend. Indien een of meer arbiters niet kunnen of willen tekenen, wordt daarvan in de uitspraak melding gemaakt; deze moet evenwel een aantal ondertekeningen dragen ten minste ten getale van de meerderheid van de arbiters (art. 1701 lid 4 van het Gerechtelijk Wetboek).

### Vermeldingen uitspraak
Naast de eigenlijke beslissing houdt de uitspraak de volgende gegevens in: de namen en woonplaatsen van de arbiters, de namen en woonplaatsen van de partijen, het onderwerp van het geschil, de datum waarop de uitspraak is gedaan, de plaats waar het geding is gevoerd en de plaats waar de uitspraak is gedaan (art. 1701 lid 5 van het Gerechtelijk Wetboek).

### Kennisgeving en neerlegging uitspraak
De uitspraak wordt in een gewone brief meegedeeld aan de betrokken partijen. De uitspraak wordt ook neergelegd ter griffie van de rechtbank van eerste aanleg van de plaats waar de arbitrage plaatsvond (art. 24 Geschillenreglement maart 2010).
De partijen verklaren zich akkoord met de publicatie van de arbitrale uitspraak, in haar geheel of samengevat, mits weglating van alle identificatiemogelijkheden (art. 19 Geschillenreglement maart 2010).

### Definitief karakter uitspraak
De arbitrale uitspraak van de Geschillencommissie Reizen is definitief en tegen de uitspraak is geen hoger beroep mogelijk. Door hun geschil aan arbitrage bij de Geschillencommissie Reizen voor te leggen, verbinden de partijen zich ertoe om de uitspraak uit te voeren (art. 25 Geschillenreglement maart 2010). Tegen een arbitrale uitspraak kan een vordering tot vernietiging worden ingesteld bij de rechtbank van eerste aanleg en dit om welbepaalde redenen (art. 1704 van het Gerechtelijk Wetboek).

## Opmerkingen
- Heel dikwijls verzamelen reizigers niet genoeg bewijzen van de klachten. Foto's, video's e.d zijn noodzakelijk als bewijsvoering.
- De geschillencommissie is niet bevoegd indien de reis in het buitenland is gekocht. Voor die situaties is er in België geen juridische dekking mogelijk.
- Een geschil kan alleen handelen over een reisovereenkomst of de uitvoering ervan. Over geschillen die ontstaan vooraleer het reiscontract werd afgesloten (vb. misleidende publiciteit) is de Geschillencommissie niet bevoegd.